# Liam Naughten
Liam William Anthony Naughten (* 30. Mai 1944; † 16. November 1996) war ein irischer Politiker der Fine Gael.

## Biografie
Naughten, der ursprünglich Landwirt war, wurde 1974 erstmals Mitglied des Grafschaftsrates (County Council) des County Roscommon. 1981 wurde er als Kandidat der Fine Gael erstmals zum Mitglied in den Senat (Seanad Éireann) gewählt und vertrat dort bis 1982 die Gruppe für Landwirtschaft, Viehzucht und Fischerei, den sogenannten Agricultural Panel. Zuvor kandidierte er sowohl 1977 als auch 1981 erfolglos für einen Sitz im Unterhaus.
Danach wurde er zum Mitglied in das Unterhaus (Dáil Éireann) gewählt und vertrat in diesem zwischen 1982 und seiner Wahlniederlage 1989 den Wahlkreis Roscommon. Im Anschluss wurde er abermals Mitglied des Senats und gehörte diesem als Vertreter des Agricultural Panel bis zu seinem Tod an.
Kurz nach der Wahl wurde er am 8. November 1989 Vizepräsident des Senats (Leas-Chathaoirleach) und bekleidete dieses Amt bis zum 11. Juli 1995. 1991 wurde er erneut Mitglied des Grafschaftsrates von Roscommon und gehörte diesem als Vertreter für den Wahlkreis Athlone bis zu seinem Tod an. 1992 kandidierte er im Wahlkreis Longford Roscommon abermals erfolglos für ein Mandat im Unterhaus kandidierte.
Zuletzt war Naughten vom 12. Juli 1995 bis zu seinem Tod durch einen Straßenverkehrsunfall am 16. November 1996 Cathaoirleach und somit Präsident des Senats.
Nach seinem Tod wurde sein Sohn Denis Naughten Mitglied des Senats und damit zum bis dahin jüngsten Senator in der Geschichte Irlands.